# Rethera drilon
Rethera drilon är en fjärilsart som beskrevs av Hans Rebel och Hans Zerny 1932. Rethera drilon ingår i släktet Rethera och familjen svärmare. Inga underarter finns listade.